# Embriologija čoveka
Embriologija čoveka (grč. εμβρύων - embrion i grč. λόγος - nauka), predstavlja granu biologije koja se bavi proučavanjem najranijih stupnjeva individualnog razvića, počev od oplođenja jajne ćelije, pa sve do rođenja čoveka.
Ova nauka je još uvek deskriptivna, ali primena rezultata komparativne i eksperimentalne embriologije je mnogo doprinela shvatanju složenih dešavanja u razvitku čovečijeg fetusa. Sam proces embriologije se može podeliti u nekoliko faza, jer zapravo predstavlja veoma složen proces transformacije jedne ćelije u složen višećelijski organizam. Svaka faza embrionalnog razvića mora u potpunosti da se okonča da bi se naredna otpočela. Razlikuju se embrionalni i fetalni period razvića koji traju od trideset osam do četrdeset nedelja.

## Gametogeneza
Gametogeneza predstavlja stvaranje polnih ćelija (gameta) u polnim organima jedinki. Postoje dva tipa gameta: ženski i muški. Procesi nastajanja polnih gameta uključuju mitotičke i mejotičke ćelijske deobe, kao i specifične citološke promene. Odlike gameta nakon gametogeneze su: haploidan broj hromozoma, jedinstvenu kombinaciju hromozoma u genomu i ćelijske specijalizacije koje omogućavaju funkcionalnost.

### Ženski gameti
Ženski gameti (jajne ćelije) nastaju u ovarijumima (jajnicima) ženskih osoba. Gametogenetski proces nastajanja jajne ćelije je oogeneza.
Da bi došlo do pokretanja oogeneze, žena treba da dostigne polnu zrelost. Vreme dostizanja polne zrelosti kontrolišu hormoni: estrogen, progesteron, folikostimulirajući i luteinizirajući hormon. Oni se luče i stvaraju u menstrualnom ciklusu. Osim stvaranja jajnih ćelija dolazi i do pripreme tkiva uterusa za
implantaciju embriona ako dođe do oplođenja.
Jajna ćelija je oligolecitna (izolecitna) i nepokretna. Veličina ove ćelije kod žene iznosi 0,1 mm i po obliku je loptasta.

### Muški gameti
Muški gameti (spermatozoidi) nastaju u testisima (semenicima) kod muških jedinki. 
Proces nastajanja spermatozoida je spermatogeneza. Spermatozoid se sastoji od glave i repa. Glava je izgrađena od akrozoma koji sadrži hidrolitičke enzime i nukleusa koji određuje oblik glave spermatozoida, dok rep čine vrat, središnji, osnovni i zadnji deo. Odlikuje ih pokretljivost.

## Oplođenje
Oplođenje predstavlja proces spajanja spermatozoida i jajne ćelije i nastanak diploidnog (2n) zigota.
Oplođenje se odvija u jajovodu i samo jedan spermatozoid ima mogućnost da oplodi jajnu ćeliju. Akrozomalnom reakcijom oslobađaju se enzimi koji omogućavaju "slobodan" put spermatozoidu ka membrani i prodiranje kroz membranu jajne ćelije.
Nakon stvaranja zigota kortikalnom reakcijom stvara se fertilizacioni omotač i tako se blokira ulazak drugih spermatozoida (polispermija). Razviće ljudskog embriona od oplođenja do rođenja prosečno traje 266 dana.

## Brazdanje
Brazdanje predstavlja niz mitotičkih deoba zigota. Ono otpočinje dan posle oplođenja i nakon 96 sati dolazi do formiranja morule, tj. lopte od 32 ćelije. Razmicanjem blastomera nastaje blastula, sa slojem ćelija na površini - trofoblastom i unutrašnjim blastocelom. Tada fertilizacioni omotač nestaje.
Brazdajući se, embrion se spušta niz jajovod i sedmog dana od oplođenja stiže u uterus. U početku trofoblastne ćelije hrane embrion razlažući sekret žlezda materice, a kasnije se prikače za površinu materice i enzimima razlažu njeno tkivo da bi se embrion implantirao. Unutrašnje ćelije otpočinju gastrulaciju, a embrion stvara amnion i žumancetnu kesu. U trećoj nedelji horion i alantois formiraju placentu.

## Gastrulacija
Gastrulacija je proces pri kome se blastomere pokreću i organizuju u tri sloja- tri klicina lista. Spoljašnji sloj, ektoderm, unutrašnji sloj, endoderm i središnji, umetnuti, treći sloj, mezoderm. Kao rezultat gastrulacije nastaje embrionalni stupanj, gastrula. Endoderm u unutrašnjosti gastrule formira šupljinu- gastrocel, a otvor, blastopor, služi za komunikaciju sa spoljašnjom sredinom. Kod čoveka, kao i kod svih hordata, od blastopora, u kasnijem razviću nastaje analni otvor zbog čega čovek, kao i svi kičmenjaci pripada grupi deuterostoma. Gastrulacioni pokreti ostvaruju se aktivnim kretanjem blastomera. One napuštaju svoje mesto u blastodermu i uz pomoć aktinskog citoskeleta se pokreću. Gastrula se nikad ne stvara samo jednom vrstom pokreta, već kombinovanjem dva ili tri. Pokreti blastomera u gastrulaciji mogu biti: invaginacija, involucija, ingresija, delaminacija, epibolija.

## Organogeneza
Organogeneza predstavlja nastanak, prvenstveno, osovinskih organa (crevo, horda i nervna cev), ali i drugih organa diferencijacijom tri klicina lista: ektoderma, mezoderma i endoderma. Ovaj proces napreduje tokom treće i četvrte nedelje i na kraju četvrte nedelje embrion je pet stotina puta veći u odnosu na početnu veličinu. 
Na kraju osme nedelje se završava embrionalni period i počinje rani fetalni period koji traje do 28. nedelje. Taj period se karakteriše rastom i razvićem organa. Tada dolazi do diferencijacije većine organa. Kasni fetalni period je period od 28. nedelje, pa do rođenja deteta. Odlikuje se potpunim uobličavanjem tela fetusa i intenzivnim rastom kostiju.
Rođenje podstiče sam fetus tako što placenta luči hormone koji kontrahuju mišiće uterusa. Placenta predstavlja organ za ishranu embriona, luči veliki broj hormona koji omogućuju razvoj i fizički održava embrion prikačen za zid uterusa. Kod čoveka je horioalantoisna tvorevina.

## Spoljašnje veze
- Fotografija blastocista u uterusu Архивирано на веб-сајту  (13. март 2016)
- Prezentacija In the Womb
- Online kurs embriologije Архивирано на веб-сајту  (21. новембар 2016) za studente medicine, razvijen od strane Univerziteta u Friborgu, Lozani i Bernu